# Fouet (marine)
Pour les articles homonymes, voir fouet.

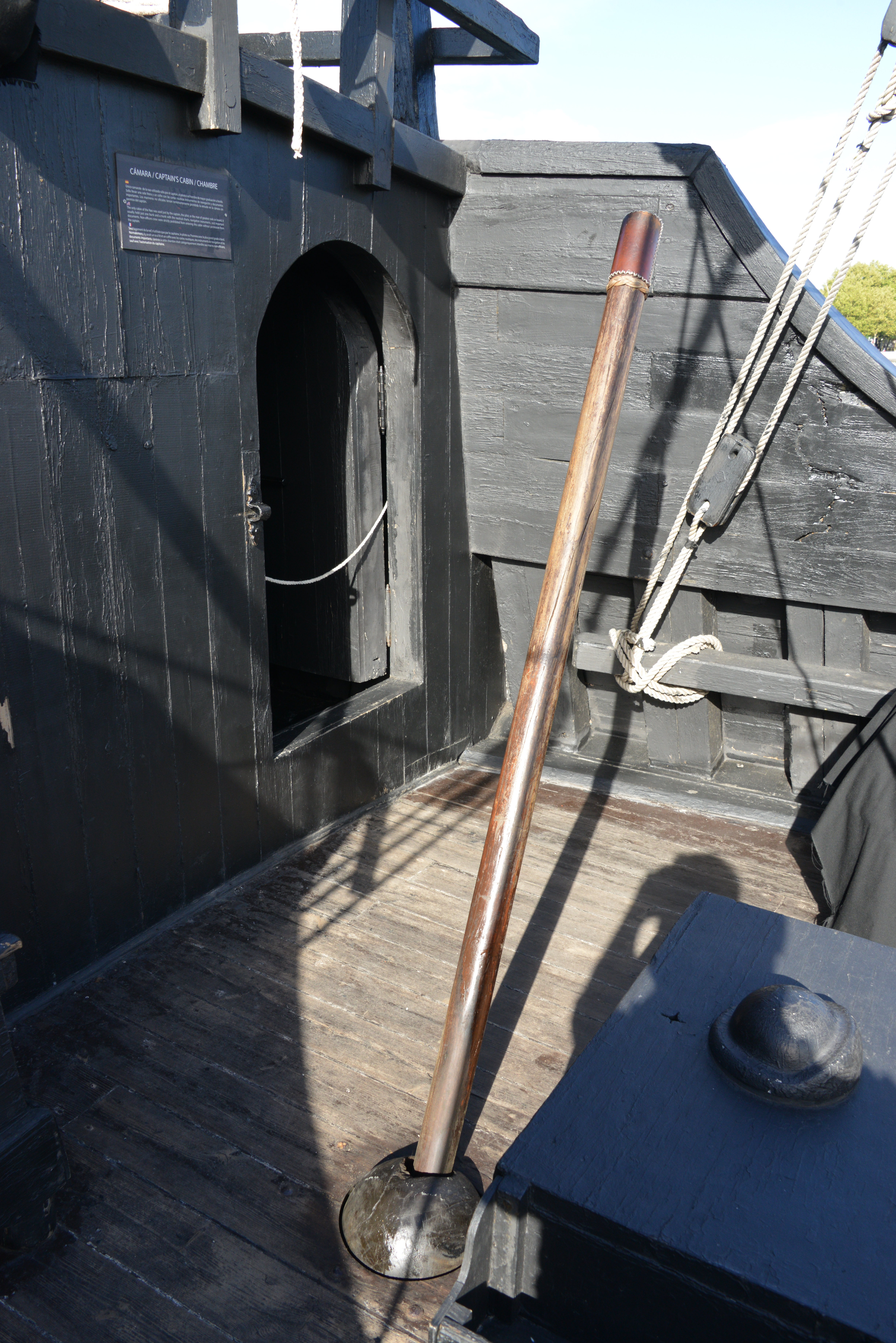
Fouet sur la caraque Nao Victoria.

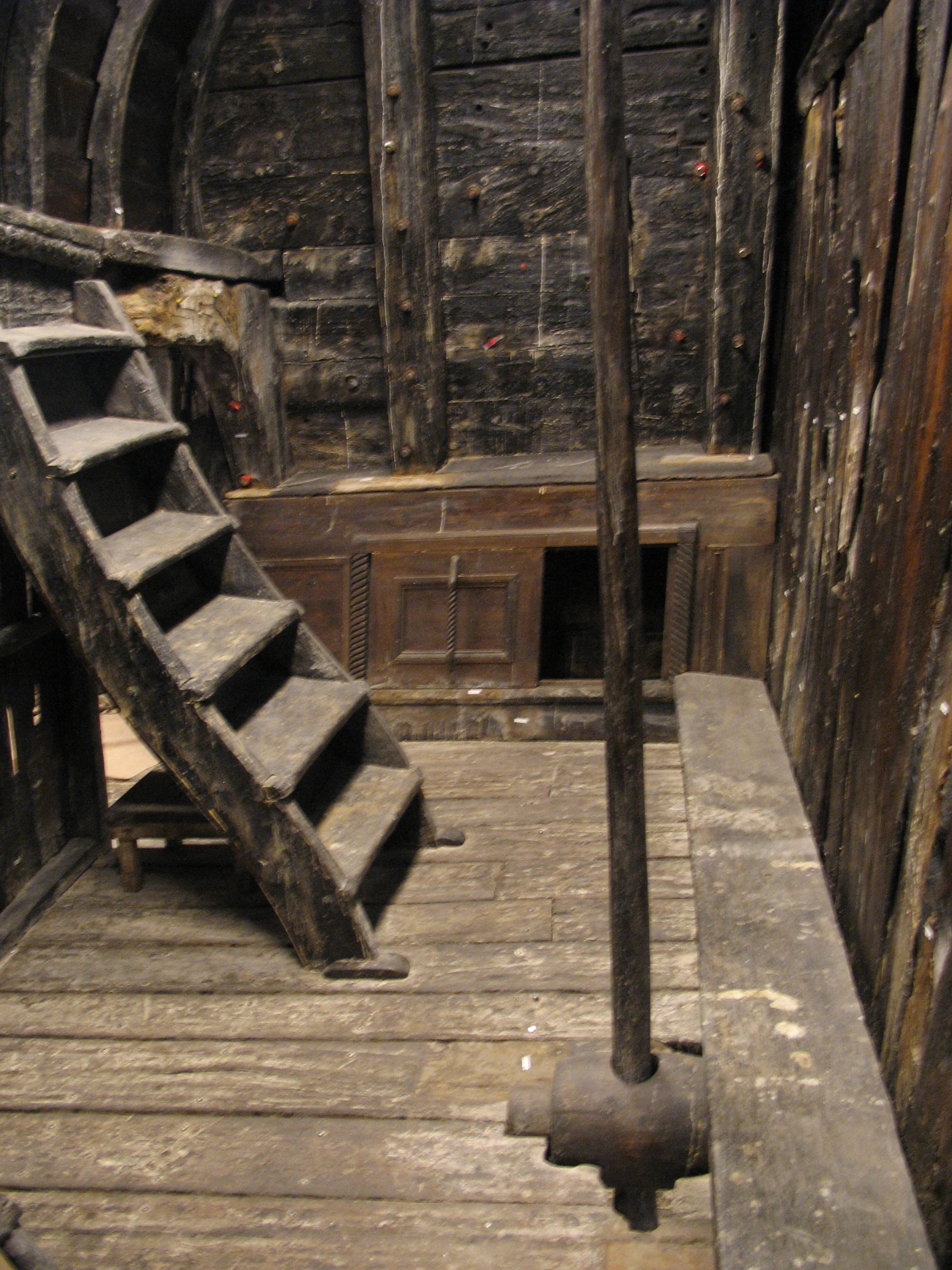
Partie interne du fouet sur le Vasa.

Un fouet, appelé whipstaff en anglais et kolder-stok en néerlandais, est un ancien dispositif de barre, utilisé en Europe entre le XVIe et le XVIIe siècle pour contrôler le gouvernail d'un grand voilier et orienter le navire. Son mécanisme, plus élaboré que celui de la simple barre franche, a précédé l'invention de la barre à roue plus complexe.
Ce système est désigné par le mot manuelle, déformation du mot manivelle, dans la littérature maritime.

## Historique
Avant le XVIe siècle, la plupart des voiliers étaient suffisamment petits pour être dirigés par une seule personne travaillant avec une barre franche directement reliée au gouvernail. Cependant, à mesure que les navires devenaient plus hauts et plus larges, il était nécessaire de disposer d'un dispositif de direction qui pouvait s'étendre du pont supérieur de la poupe jusqu'à la barre qui était parfois située plus d'un pont en dessous. Le fouet est devenu une solution temporaire, permettant la transmission mécanique de la commande d'un bateau. Son mécanisme est plus élaboré que celui de la simple barre franche et a précédé l'invention de la barre à roue plus complexe qui s'est imposée par la suite pour diriger les bateaux.

## Fonctionnement
À l'extrémité de la barre du gouvernail, située en partie basse du navire, une articulation de type vit-de-mulet est reliée à une barre verticale traversant le pont supérieur (fouet sensu stricto). Cette barre verticale est fixée à un axe qui pivote et permet au timonier d'orienter la gouverne par un mouvement latéral. Le mécanisme en bois était gainé de métal et enduit de savon ou de graisse. Comme pour la barre à roue, le mouvement du fouet est le même que celui de la direction voulue : le fouet est basculé à droite pour aller à tribord et à gauche pour aller à bâbord. L'angle de virage possible avec ce dispositif était faible, entre 5° et 20°,, car le gouvernail ainsi manœuvré ne pouvait pivoter que d'un angle faible.
Le timonier lui-même ne se tenait parfois pas sur le pont le plus haut, mais dans un entrepont, une écoutille spéciale lui permettant de voir ou diriger le navire. La vue et l'angle limités rendaient peu manœuvrables les navires munis de ce dispositif, qui étaient en partie manœuvrés par l'utilisation des voiles, principalement la voile d'artimon qui était une voile latine sur ces navires pour cette raison. Le réglage des voiles permet de contrôler le cap du navire, ce qui reste imprécis et dépend des vicissitudes du vent, lorsqu'un changement rapide de direction est nécessaire.

Schéma animé du fonctionnement de base d'un fouet sur un voilier du.

## Galerie d'images du fouet de la caraqueNao Victoria

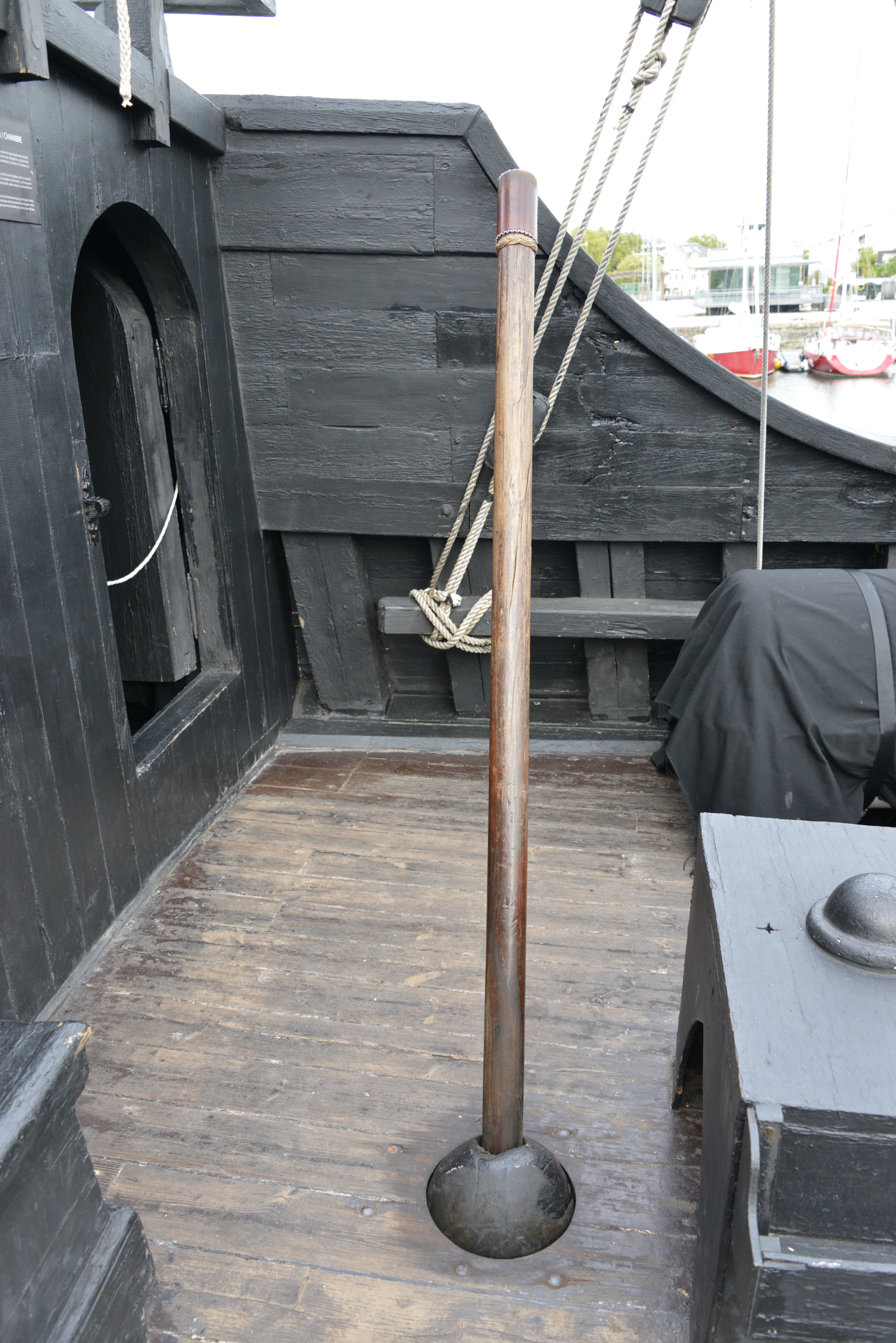
Fouet sur la caraque Nao Victoria.
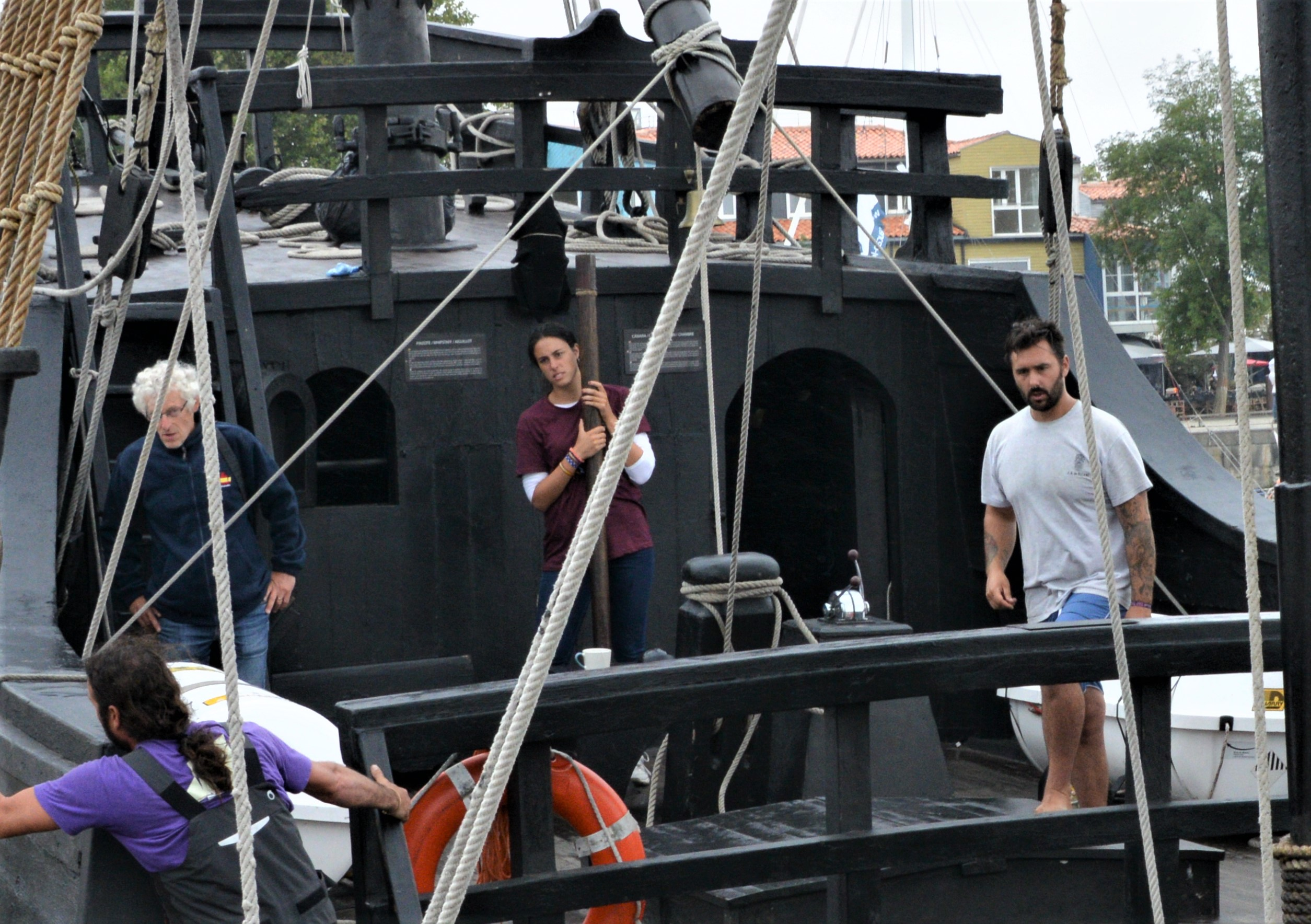
Timonier tenant le fouet.
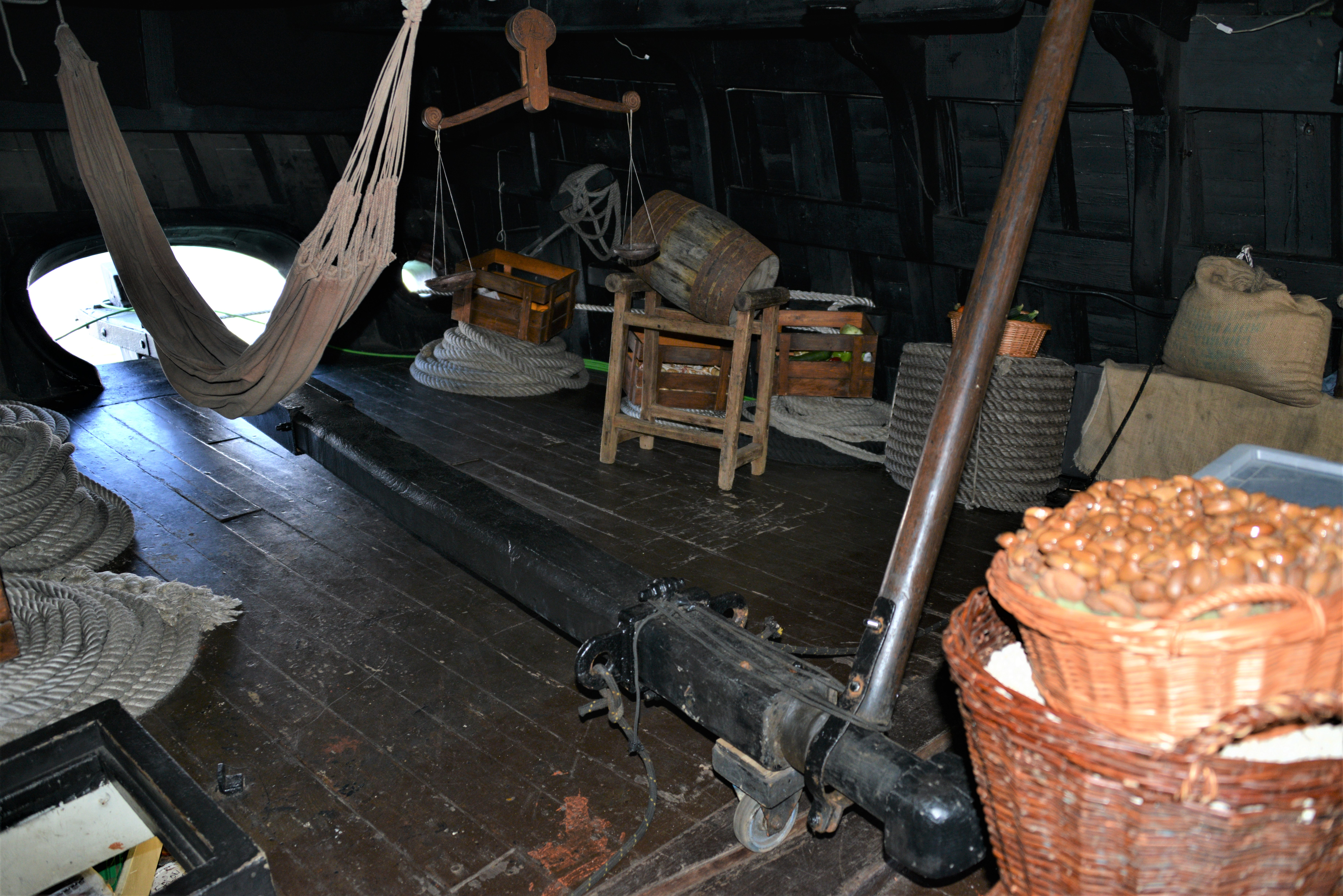
Vue interne du dispositif.
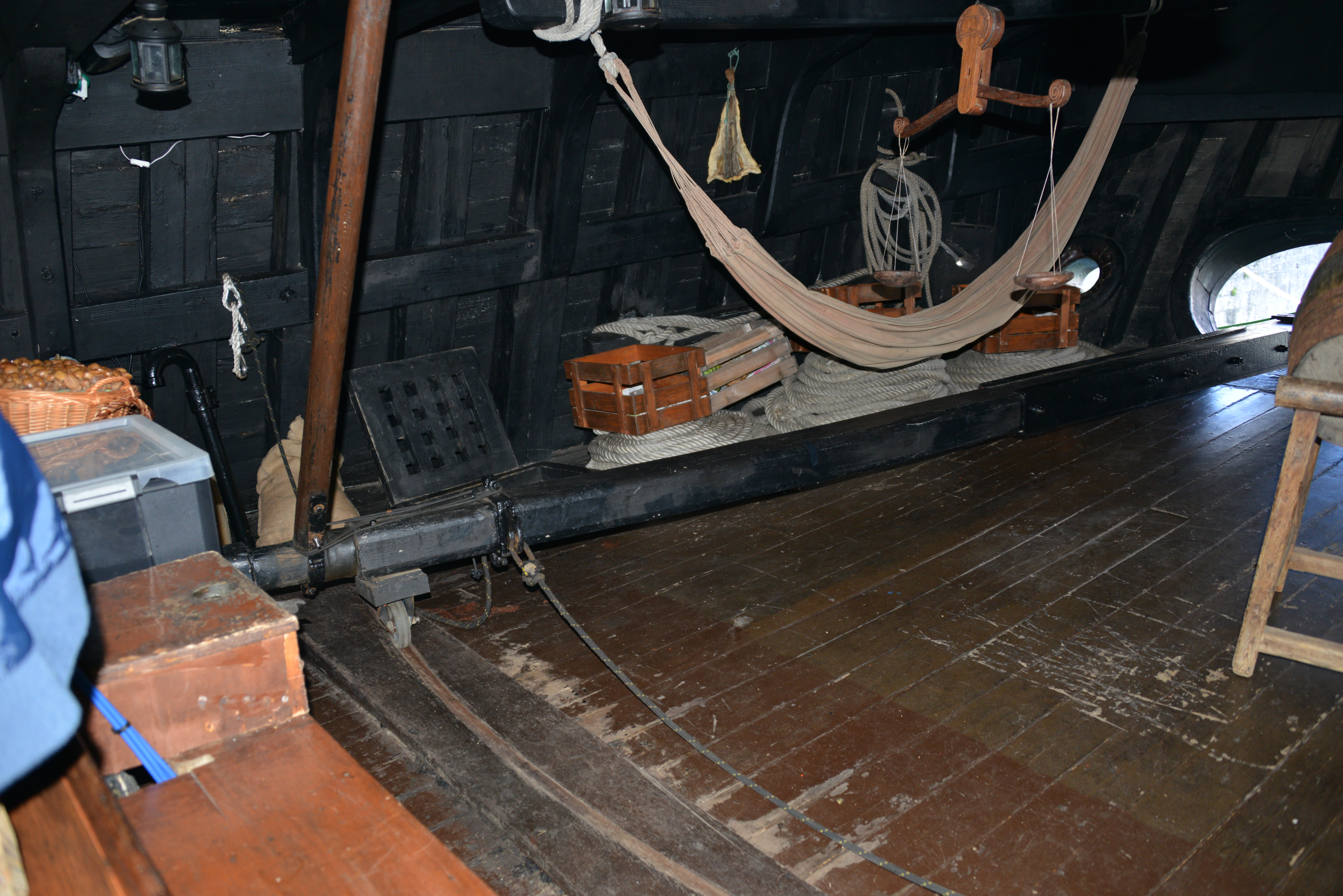
Vue interne du dispositif.
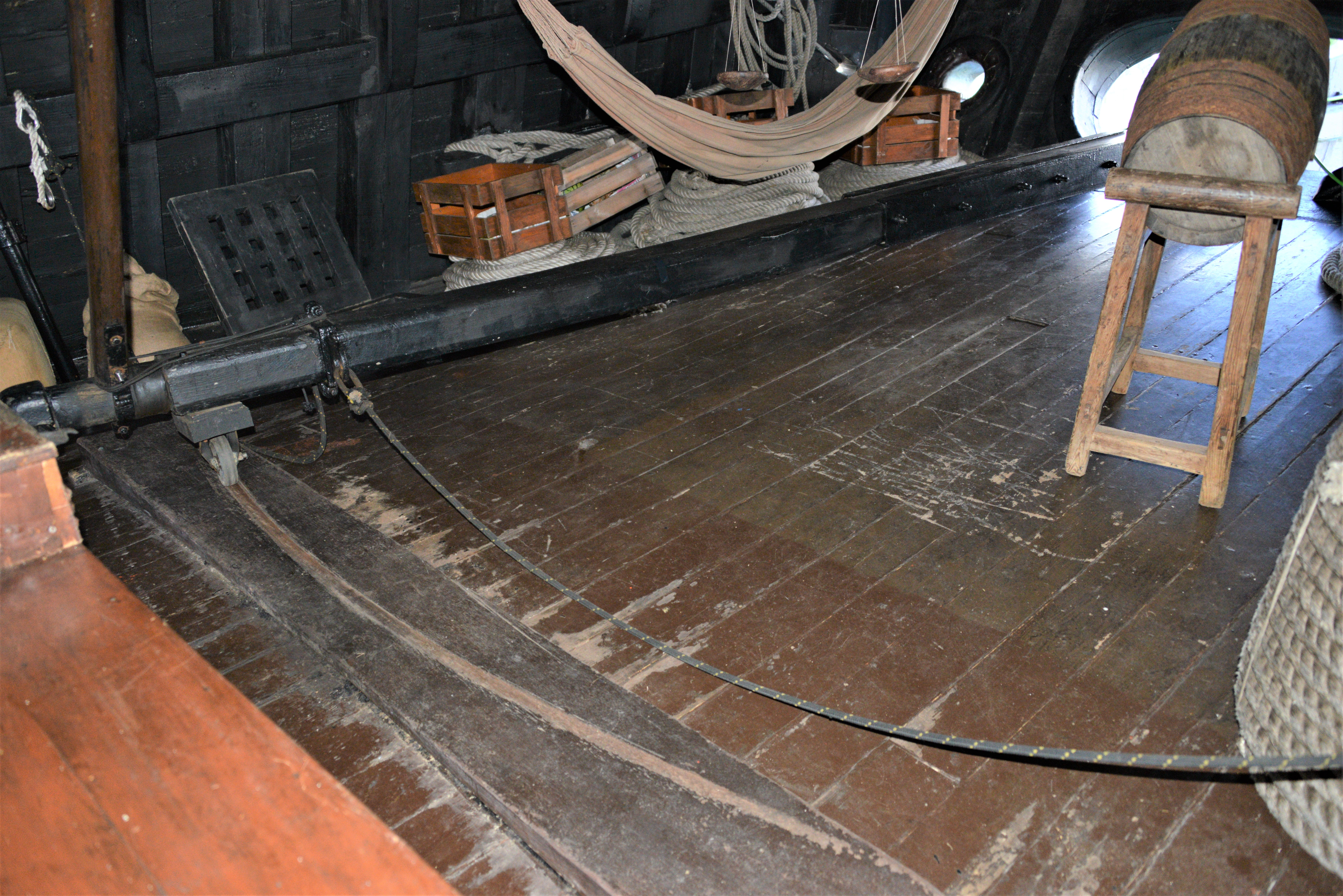
Vue interne du dispositif.
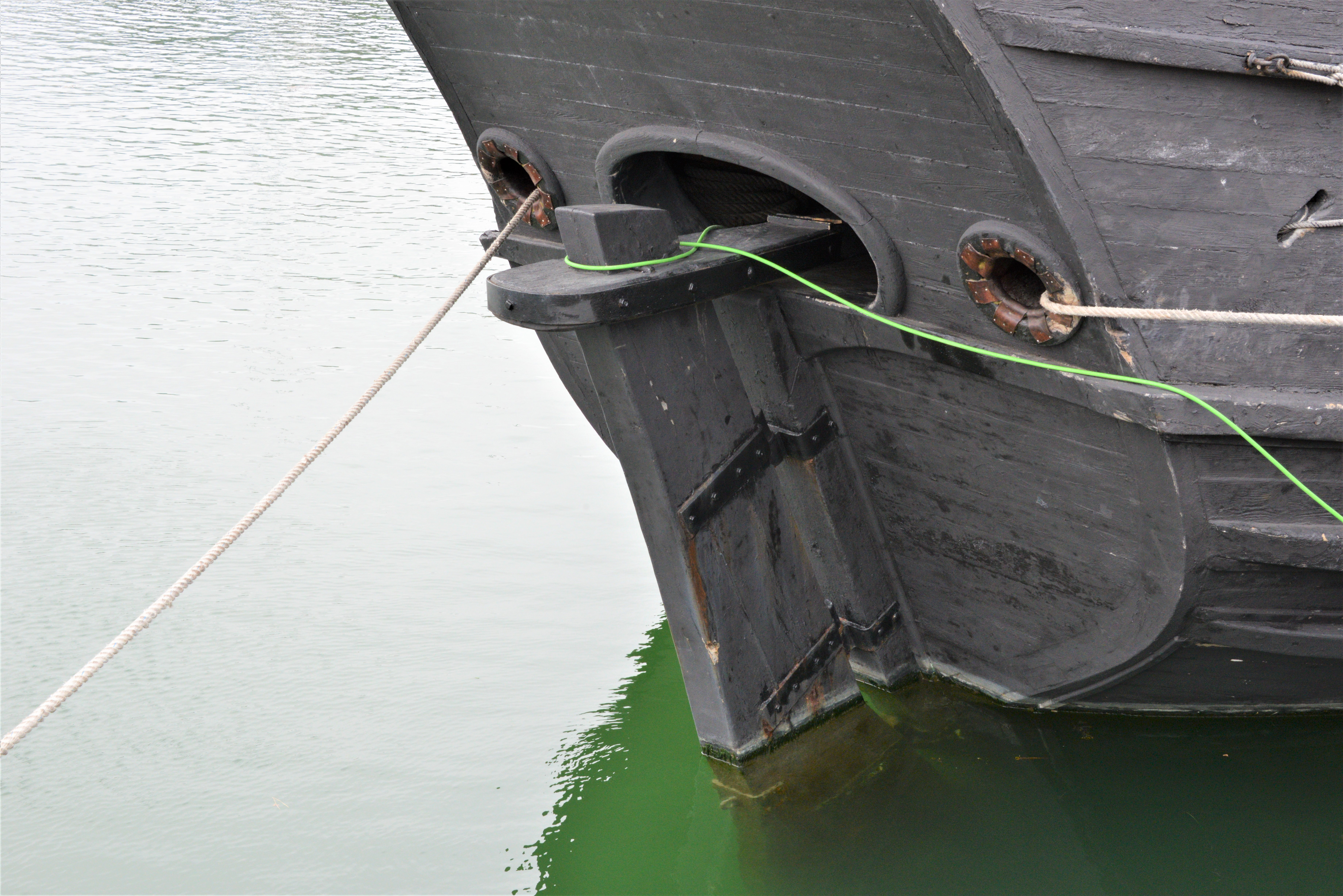
Vue externe du dispositif.